# Кондо Амі
Амі Кондо (яп. 近藤　亜美; нар. 9 травня 1995, Наґоя, Японія) — японська дзюдоїстка, бронзова призерка Олімпійських ігор 2016 року, чемпіонка світу.

## Виступи на Олімпіадах
| Олімпіада | Дисципліна | Місце |
| --------- | ---------- | ----- |
| Ріо 2016  | До 48 кг   | 3     |